# الخور (بعدان)

تعديل مصدري - تعديل

الخور محلة تابعة لقرية المنزل العلياء، التابعة لعزلة سير بمديرية بعدان إحدى مديريات محافظة إب في الجمهورية اليمنية، بلغ تعداد سكانها 96 حسب تعداد اليمن لعام 2004.